# Металургійний завод в Ісфарі
Металургійний завод в Ісфарі — виробничий майданчик на півночі Таджикистану.
В 1941-му з Одеси евакуювали до Табошару на півночі Таджикистану завод «В», що до того спеціалізувався на солях стронцію та бісмуту. Вже невдовзі він та його філія у Чкаловську перейшли на роботу з ураном, втім, на цьому робота з солями стронцію в Таджикистані не завершилась, оскільки в 1947-му у Ісфарі заснували гідрометалургійний завод відповідного спрямування.
Як сировину завод в Ісфарі певний час міг використовувати целестин з розташованої менш ніж за три десятки кілометрів на схід Ляканської копальні, а в подальшому перейшов на поставки целестину з Туркменістану (відомо, що в останньому целестиновий концентрат продукували як супутній продукт при розробці Гаурдацького родовища сірки). Є відомості, що річна потреба заводу в целестині становила 25 тисяч тонн.
До асортименту гідрометалургійного заводу входили:
- солі стронцію (карбонат, нітрат, хромат, сульфат, хлорид, фосфат);
- стронцій у зливках;
- алюмо-стронцієва лігатура;
- солі інших елементів (нітрат бісмуту, нітрат свинцю);
- оксид вісмуту, оксиди рідкісних металів (лантану, вольфраму, цирконію, ренію);
- барій у зливках, металевий стибій, реній у порошку.
Загальна потужність заводу на початку 1990-х досягнула 20 тисяч тонн на рік.
Крах планової економіки справив суттєвий вплив на завод (який з 1994-го став належати компанії «Тамохуш»). Станом на другу половину 2000-х підприємство працювало виключно на давальницькій сировині кількох російських компаній, для яких, зокрема, виробляли закис нікелю та молібдат кальцію.
В 2022-му оголосили про угоду з Алмалицьким гірничо-металургійним комбінатом, у відповідності до якої Ісфаринський завод працює з свинцевою рудою та виробляє кілька видів продукції, зокрема, сульфат міді та сульфат цинку. Крім того, переробка металургійних шлаків за угодою з російською компанією «Євраз» давала можливість продукувати пентаоксид ванадію.